# Puig Cogull
Puig Cogull és una muntanya de 1.245,3 metres del límit dels termes comunals de Sant Llorenç de Cerdans i de Serrallonga, tots dos a la comarca del Vallespir, a la Catalunya del Nord. Es troba a prop de l'extrem sud-occidental del terme de Sant Llorenç de la Salanca i a l'oriental del de Serrallonga. És el cim culminant de la Serra de Cogull, i és al nord del mas de Falgós, de Serrallonga.